# Wolodar Arturowitsch Mursin
Wolodar Arturowitsch Mursin (russisch Володар Артурович Мурзин, FIDE-Schreibweise gemäß englischer Transkription Volodar Murzin; * 18. Juli 2006 in Nischni Tagil) ist ein russischer Schachspieler, der seit Januar 2023 unter der Flagge der FIDE spielt. 2022 erreichte er den Titel des Großmeister. 2024 wurde er Weltmeister im Schnellschach. Mursin lebt in Chimki.

## Leben
Seinen ersten Erfolg konnte Mursin 2016 bei der Jugendeuropameisterschaft in Prag verzeichnen, die er gewann. 2018 gewann er die Jugendeuropameisterschaft in Riga in der U12-Sektion mit 8 aus 9 möglichen Punkten. Bei seiner Teilnahme am Schach-Weltpokal 2021 setzte er sich zunächst gegen Viorel Iordăchescu durch, ehe er in der zweiten Runde an Wladislaw Artemjew scheiterte.
Im September 2019 erhielt er von der FIDE den Titel eines Internationalen Meisters (IM), im November 2022 wurde ihm schließlich der Titel Großmeister (GM) verliehen. Im Dezember 2023 nahm er an den Schnell- und Blitzschachweltmeisterschaften teil. Im Schnellschachturnier schlug er nicht nur R. Praggnanandhaa, sondern mit Jan Nepomnjaschtschi und Lewon Aronjan auch den Zweiten beziehungsweise Fünften der Setzliste. Mit einem Punktestand von 9 aus 13 kam er auf Platz 5 der Schnellschachmeisterschaft.
Bei den Schnellschach-Weltmeisterschaften 2024 in New York City gewann Mursin als Nummer 59 der Startrangliste überraschend den WM-Titel. Er kam auf 10 Punkte aus 13 Partien und blieb ungeschlagen.